# ميشيل شابيرس
ميشيل شابيرس (بالهولندية: Michiel Schapers) مواليد 11 أكتوبر 1959 في روتردام، هولندا، هو لاعب كرة مضرب هولندي سابق بدأ مسيرته كمحترف سنة 1982 وكان يلعب باليد اليمنى، اعتزل اللعب في 2005. أعلى تصنيف له في الفردي كان المركز الـ 25 في سنة 1988. سبق أن شارك في دورة الألعاب الأولمبية الصيفية.

## روابط خارجية
- ميشيل شابيرس على موقع رابطة محترفي التنس (الإنجليزية)
- ميشيل شابيرس على موقع الاتحاد الدولي لكرة المضرب (الإنجليزية)
- ميشيل شابيرس على موقع كأس ديفيز (الإنجليزية)
- ميشيل شابيرس على موقع خلاصة التنس.كوم (الإنجليزية)
- ميشيل شابيرس على موقع أوليمبيديا (الإنجليزية)